# Nola (Republika Środkowoafrykańska)
Nola – miasto w Republice Środkowoafrykańskiej; 28 500 mieszkańców (2006). Przemysł spożywczy, włókienniczy.